# Mom + Mom
Mom + Mom (Originaltitel: Mamma + Mamma) ist eine italienische Romantik-Komödie aus dem Jahr 2018 unter Regie von Karole Di Tommaso, die auch gemeinsam mit Chiara Ridolfi für das Drehbuch verantwortlich war über ein lesbisches Paar, das sich in Spanien künstlich befruchten lassen will. Die Hauptrollen wurden mit Linda Caridi und Maria Roveran besetzt.

## Handlung
Das lesbische Paar Karole und Ali wünscht sich ein Kind, da jedoch die künstliche Befruchtung in Italien verboten und der natürliche Weg nicht in Frage kommt, müssen die beiden den Weg ins Ausland gehen. Doch die Behandlung in Spanien ist teuer und dazu kommen auch noch die Kosten für die Reise. Also entscheiden sie sich ein Zimmer in ihrer Wohnung an Touristen unterzuvermieten. Damit wohnen zusätzlich zu Alis Exfreund Andrea auch noch nervige Touristen mit in der Wohnung. Als endlich genug Geld gespart ist, machen sich die beiden auf nach Barcelona, doch die erste künstliche Befruchtung scheitert und langsam wird das Geld wieder knapp. Karol fragt sich derweil, ob sie überhaupt in der Lage sind ein Kind zu erziehen, während Ali Andrea Geld leiht, das aus dem Verkauf des gemeinsamen Ehebettes stammt.

## Hintergrund
Mom + Mom ist eine Produktion von BiBi Film und Rai Cinema und für Di Tommaso das Spielfilmdebüt. Der Spielfilm ist autobiografisch und von Di Tommaso ihrer Frau Alessia und ihrem Sohn gewidmet.
Die Uraufführung erfolgte auf dem Filmfestival Alice Nella Città am 22. Oktober 2018, im Februar 2019 lief der Film in den italienischen Kinos an. Deutscher Kinostart war am 27. Februar 2020. Den Verleih in Deutschland, Österreich und der Schweiz übernimmt Pro-Fun Media. Mom + Mom steht in der italienischen Originalfassung mit deutschen Untertiteln zur Verfügung und wurde in Deutschland Mitte März 2020 auf DVD veröffentlicht.
Der Film wurde unter anderem auf dem Festival Internacional de Cine en Guadalajara, dem Iris-Preis-Festival und dem Chéries Chéris Filmfestival in Paris präsentiert.
In Italien ist die künstliche Befruchtung bei homosexuellen Paaren seit 2004 verboten, eine Verfassungsbeschwerde im Jahr 2019 scheiterte. Entsprechend nimmt der Film Bezug auf die realen Verhältnisse in Italien zum Zeitpunkt der Veröffentlichung.

## Rezeption
Oliver Armknecht schreibt bei Filmrezensionen.de, dass die Regisseurin das Thema durchaus ernst nehme, „was sie aber nicht davon abhält, der Geschichte mit Humor zu begegnen.“ Er beschreibt den Film als mehr unterhaltend, denn emotional, wer Unterhaltung im LGBTQ-Umfeld suche, sei mit dem Film gut bedient. Bianka Piringer schreibt in ihrer Kritik: „Die Dramödie verbindet Humor, äußeres Geschehen und Fantasien auf schwebeleichte Weise.“ Sie beschreibt den Film als „ansprechende Unterhaltung mit Realitätsbezug und einem Hauch Poesie.“

## Auszeichnungen
- 2019: Iris-Preis – Preisträger in der Kategorie Beste weibliche Darstellerin für Linda Caridi[7]